# Philippodamias jocelyna
Philippodamias jocelyna är en fjärilsart som beskrevs av Clench 1958. Philippodamias jocelyna ingår i släktet Philippodamias och familjen nattflyn. Inga underarter finns listade i Catalogue of Life.